# Clydebank Museum
Clydebank Museum er et museum i Clydebank, West Dunbartonshire, Skotland, der åbnede i 1980 i Clydebank Town Hall, og det drives af West Dunbartonshire Council. Udstillingen omhandler områdets lokalhistorie, der inkluderer skibsværftet John Brown & Company og kunsterne i Scottish Colourists. Museets samling af Singer symaskiner, der går fra 1850 til 1980'erne, er anerkendt af Museums Galleries Scotland som værende af national vigtighed. Fabrikken lå i Clydebank og havde mere end 16.000 ansatte, men lukkede i 1980.
Garden Gallery udstiller moderne skotske kunstnere der er til salg.